# Corent
Corent és un municipi francès situat al departament del Puèi Domat i a la regió d'Alvèrnia-Roine-Alps. L'any 2007 tenia 652 habitants.

## Demografia

### Població
El 2007 la població de fet de Corent era de 652 persones. Hi havia 263 famílies de les quals 63 eren unipersonals (28 homes vivint sols i 35 dones vivint soles), 102 parelles sense fills i 98 parelles amb fills.
La població ha evolucionat segons el següent gràfic:
Habitants censats

### Habitatges
El 2007 hi havia 298 habitatges, 266 eren l'habitatge principal de la família i 32 estaven desocupats. 289 eren cases i 9 eren apartaments. Dels 266 habitatges principals, 240 estaven ocupats pels seus propietaris, 24 estaven llogats i ocupats pels llogaters i 2 estaven cedits a títol gratuït; 3 tenien una cambra, 11 en tenien dues, 31 en tenien tres, 93 en tenien quatre i 127 en tenien cinc o més. 203 habitatges disposaven pel capbaix d'una plaça de pàrquing. A 83 habitatges hi havia un automòbil i a 163 n'hi havia dos o més.

### Piràmide de població
La piràmide de població per edats i sexe el 2009 era:
| Homes | Edats   | Dones |
| ----- | ------- | ----- |
| 0     | 95 o +  | 0     |
| 0     | 90 a 94 | 4     |
| 0     | 85 a 89 | 0     |
| 8     | 80 a 84 | 4     |
| 8     | 75 a 79 | 20    |
| 8     | 70 a 74 | 8     |
| 16    | 65 a 69 | 8     |
| 4     | 60 a 64 | 20    |
| 12    | 55 a 59 | 12    |
| 20    | 50 a 54 | 28    |
| 28    | 45 a 49 | 28    |
| 40    | 40 a 44 | 12    |
| 8     | 35 a 39 | 28    |
| 32    | 30 a 34 | 20    |
| 20    | 25 a 29 | 20    |
| 12    | 20 a 24 | 8     |
| 12    | 15 a 19 | 24    |
| 24    | 10 a 14 | 8     |
| 12    | 5 a 9   | 24    |
| 12    | 0 a 4   | 20    |

## Economia
El 2007 la població en edat de treballar era de 434 persones, 314 eren actives i 120 eren inactives. De les 314 persones actives 299 estaven ocupades (165 homes i 134 dones) i 15 estaven aturades (5 homes i 10 dones). De les 120 persones inactives 55 estaven jubilades, 36 estaven estudiant i 29 estaven classificades com a «altres inactius».

### Ingressos
El 2009 a Corent hi havia 292 unitats fiscals que integraven 733 persones, la mediana anual d'ingressos fiscals per persona era de 22.015 €.

### Activitats econòmiques
Dels 18 establiments que hi havia el 2007, 7 eren d'empreses de construcció, 4 d'empreses de comerç i reparació d'automòbils, 1 d'una empresa de transport, 3 d'empreses d'hostatgeria i restauració, 1 d'una empresa immobiliària, 1 d'una entitat de l'administració pública i 1 d'una empresa classificada com a «altres activitats de serveis».
Dels 6 establiments de servei als particulars que hi havia el 2009, 1 era un paleta, 1 lampisteria, 2 electricistes i 2 restaurants.
L'únic establiment comercial que hi havia el 2009 era una carnisseria.
L'any 2000 a Corent hi havia 9 explotacions agrícoles.

## Equipaments sanitaris i escolars
El 2009 hi havia una escola elemental.

## Poblacions més properes
El següent diagrama mostra les poblacions més properes.